# Oliver Cromwell (sang)
Oliver Cromwell er en sang skrevet af Monty Python i 1989 og sunget af John Cleese. Den gengiver hele Oliver Cromwells karriere til tonerne af Frédéric Chopins Polonaise Opus 53 i As-dur. Nummeret kan findes på opsamlingen Monty Python Sings.
| Musik | Spire Denne musikartikel er en spire som bør udbygges. Du er velkommen til at hjælpe Wikipedia ved at udvide den. |